# Jan Byra (polityk)
Jan Byra (ur. 27 maja 1958 w Józefowie) – polski polityk, poseł na Sejm II, III i IV kadencji, dziennikarz.

## Życiorys
Ukończył studia na Wydziale Prawa i Administracji Uniwersytetu Jagiellońskiego w Krakowie. Od 1977 do rozwiązania należał do Polskiej Zjednoczonej Partii Robotniczej, był m.in. kierownikiem wydziału propagandy Komitetu Wojewódzkiego PZPR w Zamościu. Krótko pracował jako dziennikarz w „Kurierze Lubelskim”, później przeniósł się do „Tygodnika Zamojskiego”.
W III RP przystąpił do Socjaldemokracji RP, gdzie od 1990 do 1991 był wiceprzewodniczącym rady wojewódzkiej. W 1993, 1997 i 2001 z ramienia Sojuszu Lewicy Demokratycznej uzyskiwał mandat poselski (w 1993 i 1997 jako członek SdRP z okręgu zamojskiego, w 2001 jako członek SLD z okręgu chełmskiego). W marcu 2004 wraz z m.in. Markiem Borowskim był wśród współzałożycieli Socjaldemokracji Polskiej. W Sejmie IV kadencji zasiadał w Komisji Kultury i Środków Przekazu (jako wiceprzewodniczący) i w Komisji Łączności z Polakami za Granicą.
W 2005 i 2007 bez powodzenia kandydował do Sejmu. Wrócił do pracy w redakcji „Tygodnika Zamojskiego”.